# 嬰兒空運行動事故
嬰兒空運行動始於1975年的越南，是當時美軍於越戰後期，為了營救當地孤兒，於當年4月3日至4月26日发起的一次大規模疏散行動。這次行動由美國、法國、澳洲及加拿大參與，最終有超過3,300名嬰兒與兒童從南越撤離，並被世界各地的家長所收養。可是於4月4日第一次執行任務時卻發生空難事故，一架C-5運輸機在準備緊急降落新山一空軍基地時墜毀，造成153人死亡。事故原因是飛行中飞机結構失效导致爆炸性失壓，導致飛行員不能控制飛機。這宗空難是C-5運輸機運營史上第二宗空難，以及是首宗涉及C-5運輸機的致命空難。這宗空難是涉及美軍軍機的空難中第三致命的空難。

## 經過
1975年4月4日，在混亂的越戰末期，美國福特總統緊急下令展開送養計畫（即嬰兒空運行動），目標是解救混戰中的越南孤兒，帶他們回到安全的美國。一架C-5A銀河號（Lockheed C-5 Galaxy）到西貢載離近250名嬰兒至菲律賓群島的克拉克空軍基地（再送往北美與澳洲的收養機構），行程約2.5小時，145名嬰兒都在客艙，而較大的102名兒童都在貨艙，皆有美國駐南越大使館的成人照顧。飛機急速上升脫離飛彈射程之後（爬升至23,000呎），機身後方的貨艙門突然脫落，並扯斷了一些管線，導致液壓系統內的液壓油露出，使飛機升降舵失控。由於艙門已脫落，在高空失壓，氧氣罩彈出，但貨艙沒有充足的氧氣罩，且也拉不到兒童臉上。最終飛機在附近的農地迫降，第一次落地時，機身彈回空中，第二次落地時，飛機因衝力過大而解體，導致位於貨艙的人員全員罹難。

## 調查
美國國家運輸安全委員會NTSB視察出事的飛機，發現機身後方的貨艙門脫落，經調查後，發現維修時貨艙門上的拉桿（可伸長，使勾子能勾上艙門上的環）被取下，裝在其他的飛機上，而新换上的3个门锁机构安装不当，使得門上的14個鎖有3個失效，艙門在高空因氣壓差而脫落。

## 類似事件
類似撤離行動
- 難民兒童運動

類似事故
- 土耳其航空981號班機空難
- 聯合航空811號班機事故
- 澳洲航空30號班機事故